# Franck Lafitte

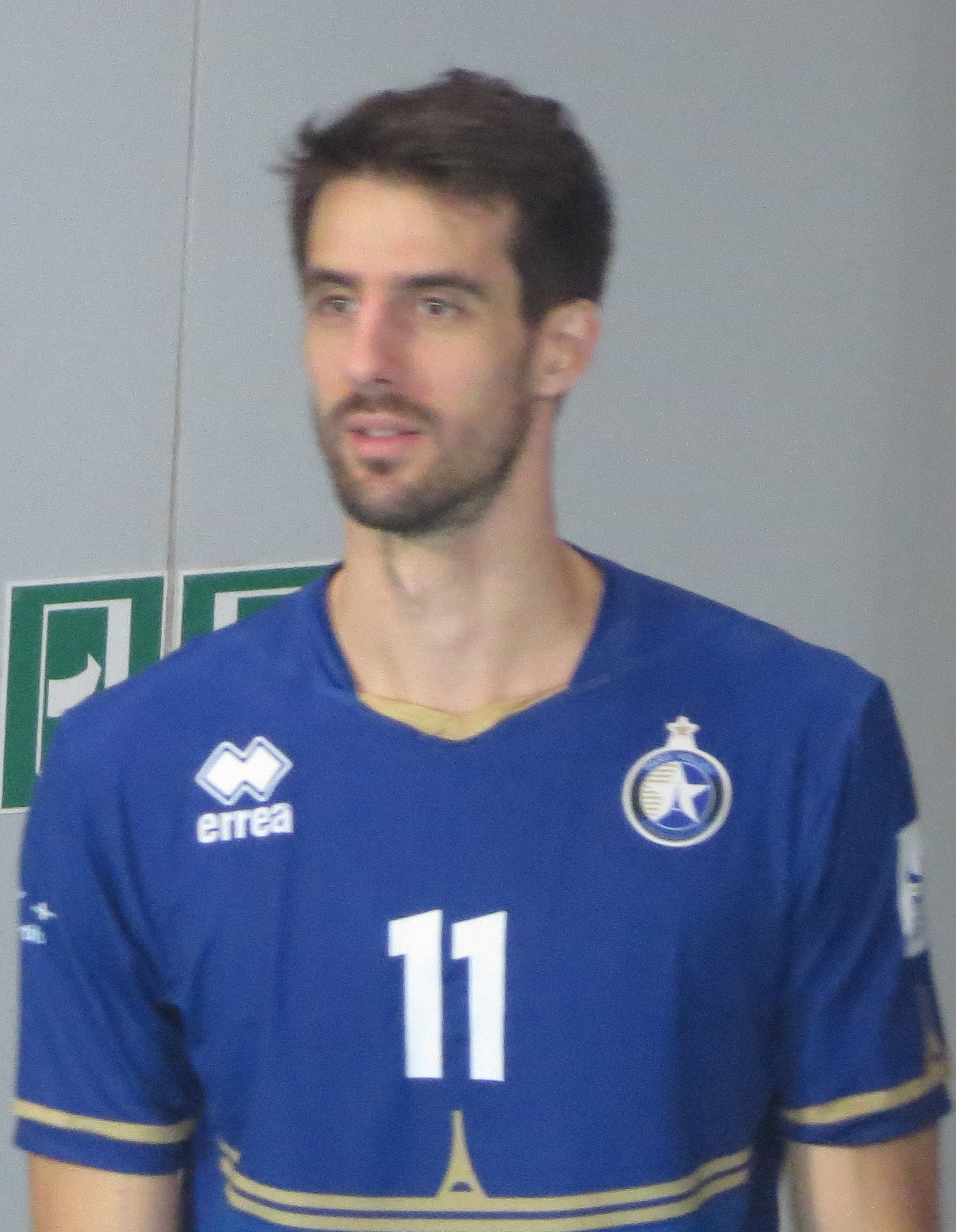
Franck Lafitte

Franck Lafitte (Saint-Martin-d'Hères, 8 de março de 1989) é um voleibolista profissional francês.

## Carreira
Franck Lafitte é membro da seleção francesa de voleibol masculino. Em 2016, representou seu país nos Jogos Olímpicos de Verão no Rio de Janeiro, que ficou em 9º lugar.